# Georg Karl Frommann
Georg Karl Frommann (* 31. Dezember 1814 in Coburg; † 6. Januar 1887 in Nürnberg) war Germanist und Sprachforscher.

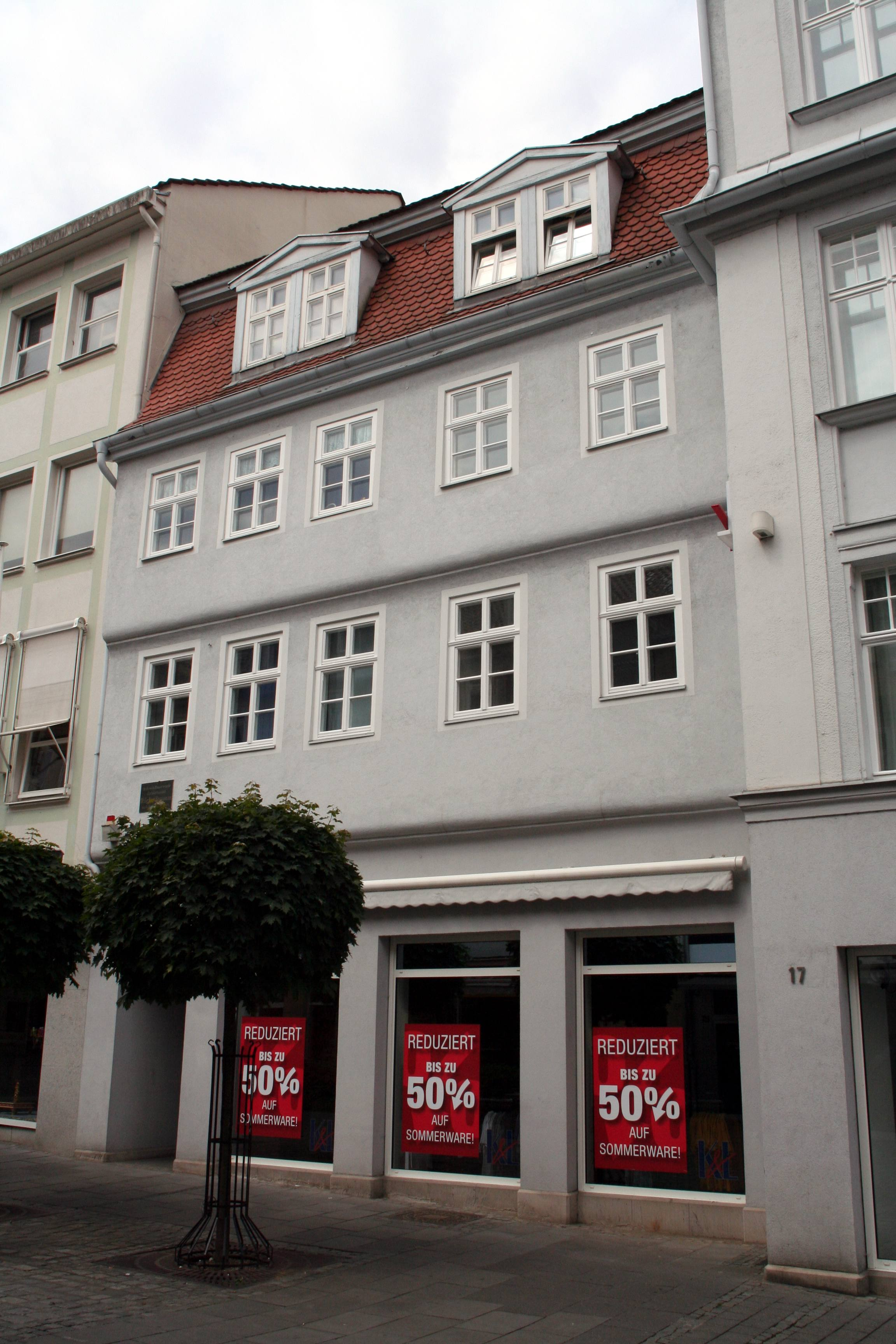
Geburtshaus in Coburg, Steinweg 5

Frommann studierte in Göttingen unter Jakob Grimm und Wilhelm Grimm deutsche Sprache, trat 1837 mit seiner Ausgabe des Herbort von Fritzlar hervor und wandte sich später besonders der Erforschung der deutschen Mundarten zu.
Nachdem er mehrere Jahre ein Erziehungsinstitut in seiner Vaterstadt geleitet, dann seit 1848 als Lehrer an der Realschule daselbst gewirkt hatte, folgte er 1853 einem Ruf an das neu errichtete Germanische Museum in Nürnberg, wo er die Stelle eines Bibliothekars bekleidete, bis er 1865 zum zweiten Vorstand des Museums ernannt wurde. Frommann übernahm 1854 die Redaktion der von Pangkofer gegründeten Zeitschrift Die deutschen Mundarten, die indessen 1859 mit dem 6. Band wieder einging und es auch bei einer Wiederaufnahme im Herbst 1875 nur zu einem Band brachte.
Um die Erforschung der Nürnberger Mundart machte sich Frommann noch besonders verdient durch die Herausgabe ausgewählter Gedichte von Konrad Grübel und Johann Wolfgang Weikert (1778–1856) mit Grammatik und Glossar. Frommann beschäftigte sich auch mit der sprachlichen Revision von Luthers Bibelübersetzung, die ihm vom deutschen protestantischen Kirchentag übertragen wurde, und nachdem er in der Schrift Vorschläge zur Revision von Doktor Martin Luthers Bibelübersetzung (Halle 1862) eine vorläufige Probe gegeben, erschien in der Cansteinschen Bibelanstalt 1870 die revidierte Ausgabe des Neuen Testaments, der 1883 ein Probedruck der revidierten ganzen Bibel folgte.
Frommann besorgte außerdem eine neue, mit des Verfassers Nachträgen vermehrte Ausgabe von Johann Andreas Schmellers Bayrisches Wörterbuch (München 1869–78).